# ماريا إستر دي ميغيل
ماريا إستر دي ميغيل (بالإسبانية: María Esther de Miguel)‏ هي كاتِبة وصحفية أرجنتينية، ولدت في 1 نوفمبر 1929 في Larroque, Entre Ríos ‏ في الأرجنتين، وتوفيت في 27 يوليو 2003 في بوينس آيرس في الأرجنتين بسبب سرطان القولون.